# 42.º Prêmio Jabuti
O 42º Prêmio Jabuti foi realizado em 2000, premiando obras literárias referentes a lançamentos de 1999.

## Prêmios
Os premiados foram:
- Moacyr Scliar, Flávio Aguiar e Carlos Heitor Cony, Romance
- Raimundo Carrero, Marçal Aquino e Ignacio de Loyola Brandão, Contos e Crônicas
- Thiago de Mello, Moacyr Félix e Ferreira Gullar, Poesia
- Alfredo Bosi, Ivan Teixeira e Evaldo Cabral de Mello, Ensaio e Biografia
- Boris Schnaiderman/Nelson Ascher, Italo Eugênio Mauro e Marcos de Castro, Tradução
- José Paulo Pais, Ângela Lago e Ana Maria Machado, Literatura Infantil/Juvenil
- Marilena Chaui, Guita Grin Debert e Boris Fausto (org), Ciências Humanas e Educação
- Luis Rey, M. Batlouni/J. Ramires e N. Ghorayeb/T. Barros, Ciências Naturais e Saúde
- Herch Moysés Nussenzveig (org), T. Quirino/L. Irias/J. Wright e Walter J. Maciel, Ciências Exatas, Tecnologia e Informática
- Luiz Fernando da S. Pinto, F. Gianbiagi/A. C. Alem e Paulo Sandroni (org), Economia, Administração, Negócios e Direito
- Nilton Bonder, Luiz Carlos Susin (org) e João Evangelista M. Terra, Religião
- Diniz/Marilu/Sávia/Ângela/Martha Raquel Coelho e Marilda Castanha, Ilustração de Livro Infantil ou Juvenil
- Daniela Fechheimer, Elias Ramos e Adriana Moreno, Capa
- Sônia Fonseca, Alexandre Dórea Ribeiro e Marcos da Veiga Pereira, Produção Editorial
- Drauzio Varella, Flávio Tavares e Mário Sérgio Conti, Reportagem
- Andrea Montellato/Conceição Cabrini/Roberto Catelli Junior, Maria Gonçalves (coord) e Graça Sette/Maria Ângela Paulino/Rozário Starling, Didático
- Menalton Braff, À sombra do cipreste (contos), Livro do Ano Ficção